# János Kalmár
János Kalmár (Budapest, 16 de abril de 1942) es un deportista húngaro que compitió en esgrima, especialista en la modalidad de sable.
Participó en los Juegos Olímpicos de México 1968, obteniendo una medalla de bronce en la prueba por equipos. Ganó tres medallas en el Campeonato Mundial de Esgrima en los años 1969 y 1970.

## Palmarés internacional
| Juegos Olímpicos   | Juegos Olímpicos          | Juegos Olímpicos  | Juegos Olímpicos  |
| Año                | Lugar                     | Medalla           | Prueba            |
| ------------------ | ------------------------- | ----------------- | ----------------- |
| 1968               | Ciudad de México (México) | Medalla de bronce | Sable por equipos |
| Campeonato Mundial |                           |                   |                   |
| Año                | Lugar                     | Medalla           | Prueba            |
| 1969               | La Habana (Cuba)          | Medalla de plata  | Sable individual  |
| 1969               | La Habana (Cuba)          | Medalla de bronce | Sable por equipos |
| 1970               | Ankara (Turquía)          | Medalla de plata  | Sable por equipos |